# Sindang Marga (Sungai Keruh)
Sindang Marga is een bestuurslaag in het regentschap Musi Banyuasin van de provincie Zuid-Sumatra, Indonesië. Sindang Marga telt 2128 inwoners (volkstelling 2010).